# 체스터 볼스
체스터 블리스 볼스(Chester Bliss Bowles, 1901년 4월 5일 ~ 1986년 5월 25일)는 미국의 외교관이자 정치인이다. 공산주의에 대응하기 위해 냉전기 미국의 제3세계 원조를 추진했던 것으로 알려져 있다.
1929년 윌리엄 벤턴(William Benton)과 광고 대행사인 벤턴 앤 볼스(Benton & Bowles)를 설립했으나 1941년에 사직했다. 벤턴 앤 볼스는 남아 1985년 다시 마시우스(D'Arcy Masius)에 합병되었다가 2002년 퍼블리시스에 인수되었다.
제2차 세계대전 동안 물가관리국(Office of Price Administration) 국장 등 행정부에서 일했으며 전후 1949년부터 1951년까지 코네티컷주 주지사를 지냈다. 1951년부터 1953년까지, 1963년부터 1969년까지 두 차례 인도 대사를 지냈다. 1961년 국무차관(Under Secretary of State)을 지냈다. 재혼하여 슬하에 2남 3여를 두었으며 경제학자 새뮤얼 볼스가 그의 아들이다.